# Рижково (Ленінградська область)
Рижково (рос. Рыжково) — присілок у Волховському районі Ленінградської області Російської Федерації.
Населення становить 59 осіб. Належить до муніципального утворення Сясьстройське міське поселення.

## Історія
Згідно із законом № 56-оз від 6 вересня 2004 року належить до муніципального утворення Сясьстройське міське поселення.

## Населення
| 1838 | 1862 | 1997 | 2007 | 2010 | 2017 |
| ---- | ---- | ---- | ---- | ---- | ---- |
| 4    | ↗87  | ↗115 | ↘50  | ↘33  | ↗59  |